# Shahdol (district)
Shahdol is een district van de Indiase staat Madhya Pradesh. In 2001 telde het district 1.572.748 inwoners op een oppervlakte van 9954 km². Het zuidelijke deel splitste zich in 2003 echter af en vormt sindsdien het district Anuppur.
Hoofdstad: Bhopal
Districten: